# Namelosers
The Namelosers var en popgrupp som bildades i Malmö 1962 och upplöstes 1967. Gruppen var en av de ledande popgrupperna från Malmö under 1960-talet. Den bestod av sångaren Tommy Hansson, Anders Lagerlöf, Per Arnkull, Johnny Andersson och Christer Nilsson.

## Historia
Gruppen startade under namnet Tony Lee & The Fenders och bytte snart till namnet Beatchers, då med Mats Larsson som ny medlem. Vid en namnstrid med Göteborgs-bandet Beachers förlorade de och bytte då namn till Namelosers genom en tävling anordnad av piratradiostationen Radio Syd i Öresund.
De låg på Tio i topp med låten "New Orleans" (EMI) 1965. Efter utgivningen av "Land of 1000 Dances", som inte nådde den framgång man hoppats på, ledde olika omständigheter till att bandet lades ner 1967. Namelosers har varit förband till Kinks, Rolling Stones, Animals, Hollies, The Who med flera. 2004 återuppstod bandet för en kort tid.

## Kulturella referenser
Dokumentärfilmen på SVT Rolling Like a Stone (2005) av Stefan Berg och Magnus Gertten handlar bland annat om The Namelosers, Rolling Stones och Malmö som popstad på 1960-talet.